# 斯图尔特·埃森斯塔特
斯图尔特·埃利奥特·埃森斯塔特（英語：Stuart Elliott Eizenstat，1943年1月15日—），是美国外交官、律师。曾担任美国驻欧盟大使、美国财政部副部长、美国国务院经济发展与能源环境次卿、国际贸易商务部副部长。